# Рубино
Ру́бино (рос. Рубино) — село у складі Маріїнського округу Кемеровської області, Росія.

## Населення
Населення — 195 осіб (2010; 239 у 2002).
Національний склад (станом на 2002 рік):
- росіяни — 90 %